# Damandigui
Damandigui est une localité située dans le département de Nouna de la province du Kossi dans la région de la Boucle du Mouhoun au Burkina Faso.

## Santé et éducation
Les centres de soins les plus proches de Damandigui sont le centre de santé et de promotion sociale (CSPS) et le centre médical avec antenne chirurgicale (CMA) de Nouna.
Le village possède une école primaire publique.